# Dasnapur
Dasnapur är en ort i Indien.   Den ligger i distriktet Ādilābād och delstaten Telangana, i den centrala delen av landet, 1 000 km söder om huvudstaden New Delhi. Dasnapur ligger 265 meter över havet och antalet invånare är 19 962.
Terrängen runt Dasnapur är platt. Runt Dasnapur är det tätbefolkat, med 459 invånare per kvadratkilometer. Närmaste större samhälle är Adilabad, 3,2 km nordost om Dasnapur. Trakten runt Dasnapur består till största delen av jordbruksmark.